# Nagelfluh-Aufschluss westlich von Bad Grönenbach

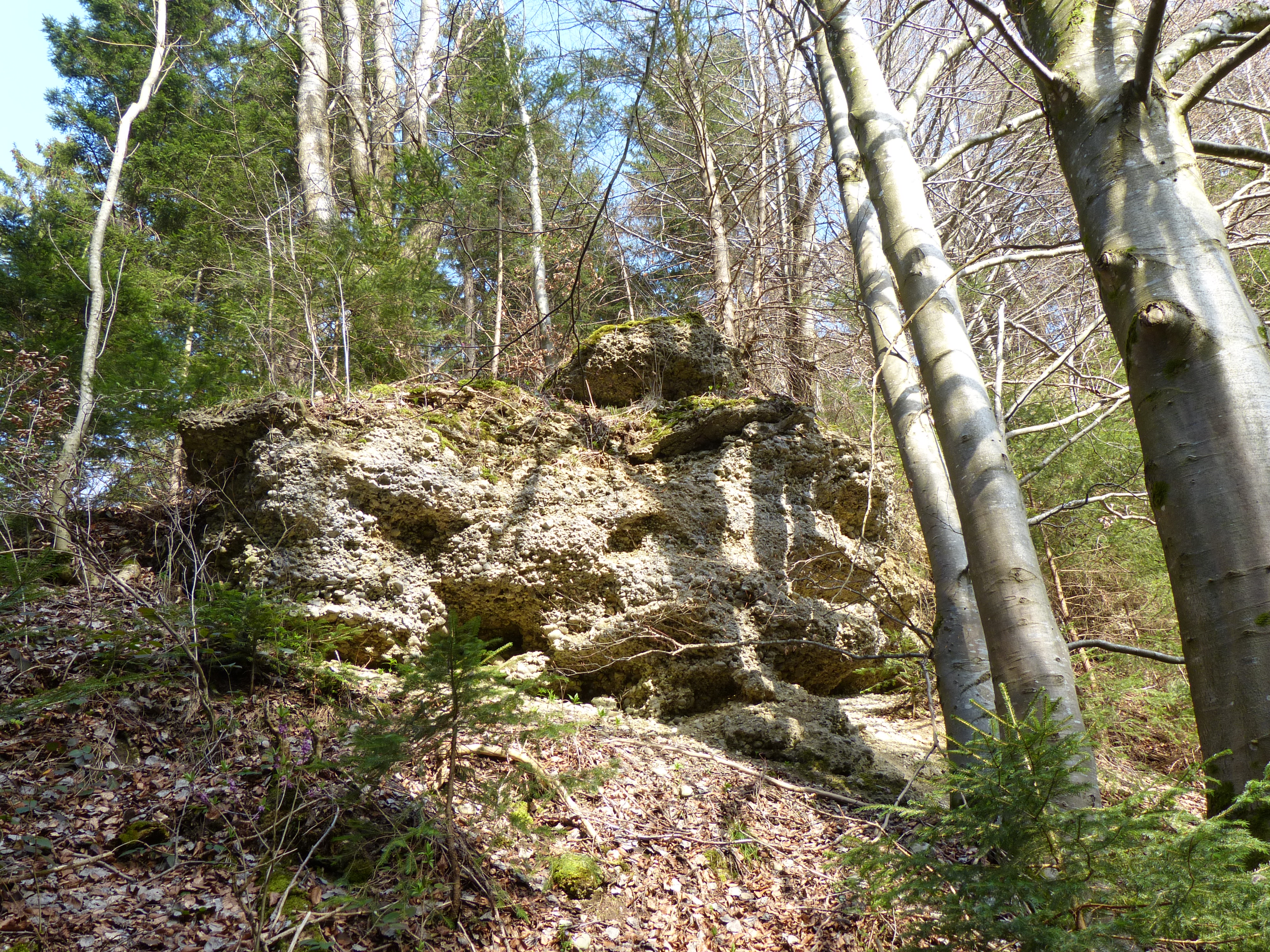
Nagelfluh-Aufschluss westlich von Bad Grönenbach

Der Nagelfluh-Aufschluss westlich von Bad Grönenbach, im Landkreis Unterallgäu (Bayern) ist ein eingetragenes Geotop mit der Nummer 778A001 auf dem Gebiet der Gemeinde Bad Grönenbach. Der Aufschluss befindet sich im oberen Bereich eines Westhanges auf einer Höhe von 710 m ü. NN an der Kreisstraße MN 21 nach Rothenstein und liegt im Naturraum der Illervorberge in der geologischen Raumeinheit der Iller-Lech-Region.
Der nahezu völlig zugewachsene Nagelfluh-Aufschluss ist künstlich durch den Abbau von Schotter aus dem Altpleistozän entstanden. Teilweise können noch Reste Geologischer Orgeln an den Bruchwänden gefunden werden. Der Aufschluss erstreckt sich mit 35 Metern Länge, 10 Metern Breite und 11 Metern Höhe, auf einer Fläche von 350 Quadratmetern. Das gut erhaltene, nicht geschützte, Geotop wird als geowissenschaftlich wertvoll eingestuft und ist in der Region nur selten vorhanden.

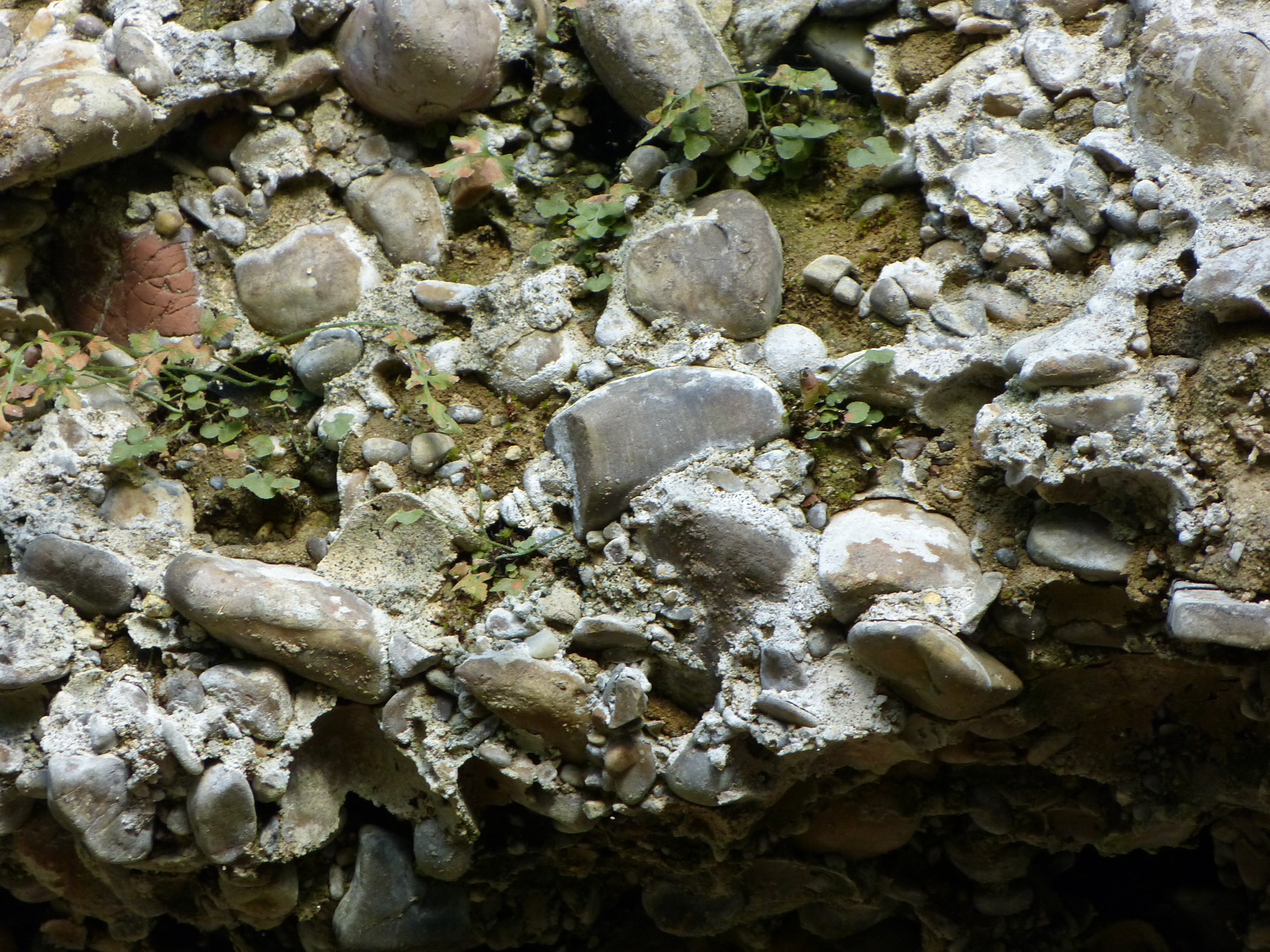
Detail des Aufschlusses
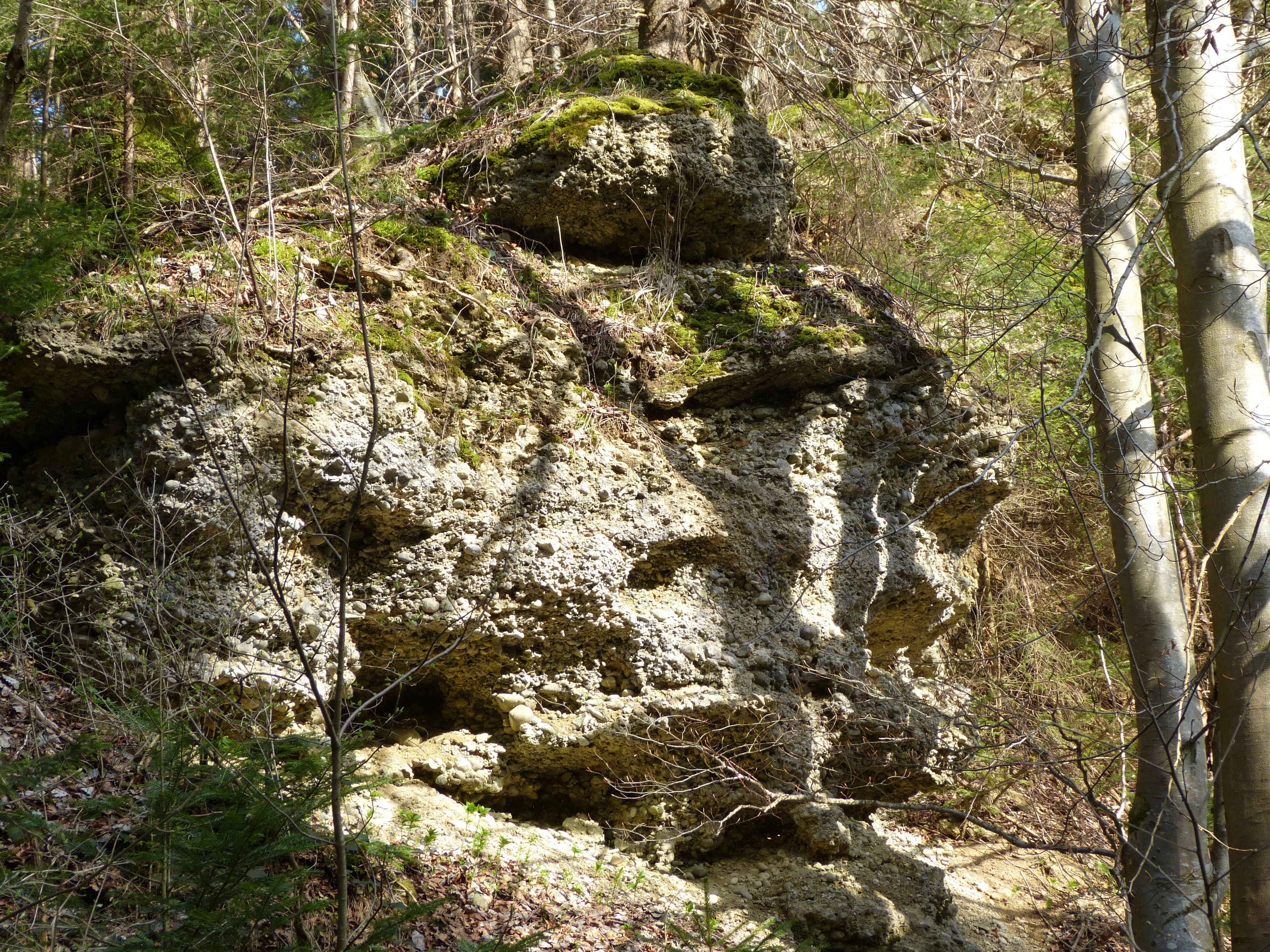
Nagelfluh-Aufschluss